# Priorità assoluta
Priorità assoluta (Eve of Destruction) è un film del 1991 diretto da Duncan Gibbins.

## Trama
Eve VIII è un androide creato dalla dottoressa Simmons a sua immagine, inclusi i ricordi, grazie alla collaborazione del Pentagono che vuole utilizzarla come arma segreta. Durante una rapina in una banca il controllore di Eve viene ucciso e l'androide scompare. Il generale Curtis dei Servizi di Sicurezza sa che Eve è anche un ordigno nucleare vagante e incarica il colonnello McQuade di neutralizzarla. Nella sua fuga Eve VIII lascia dietro di se una scia di sangue ma nell'impatto con un'auto il dispositivo atomico si attiva. La Simmons è convinta che la sua creatura stia tentando di ritrovare suo padre, scomparso dopo aver provocato da ubriaco la morte della madre. Quando l'androide va in cerca del figlio della dr.ssa Simmons si innesca uno spettacolare inseguimento, al termine del quale McQuade e la scienziata riescono a neutralizzarlo.

## Distribuzione
Il film è stato distribuito negli Stati Uniti dal 18 gennaio 1991.

### Date di uscita
- USA (Eve of Destruction) - 18 gennaio 1991
- Germania (Eve 8 - Ausser Kontrolle) - 6 giugno 1991
- Corea del Sud - 15 giugno 1991
- Francia (Eve of Destruction) - 7 agosto 1991
- Danimarca (Total Destruction) - 9 agosto 1991
- Giappone - 16 novembre 1991
- Paesi Bassi - 6 dicembre 1991

## Accoglienza

### Incassi
Negli Stati Uniti il film ha incassato complessivamente 5,5 milioni di dollari, a fronte di un budget di circa 13 milioni.

### Critica
Sul sito aggregatore di recensioni Rotten Tomatoes il film ha un indice di gradimento del 10% basato su 10 recensioni professionali, con un voto medio di 3,5 su 10.
Vincent Canby del New York Times ha definito il film «un melodramma d'azione mediocre, a malapena funzionale, con un numero di cadaveri più alto di alcune guerre», mentre Richard Harrington ha scritto sul Washington Post che «la trama inverosimile promette sia come commedia che come dramma», sottolineando però due problemi: «In primo luogo, il budget esiguo non consente, tranne uno o due casi secondari, effetti particolarmente speciali. Più problematica è Renée Soutendijk nel ruolo delle due Eve. L'attrice olandese sembra oscillare tra il nervosismo allampanato di Eve VIII e il gelido comportamento antisociale della dr.ssa Simmons senza decidersi e senza rendere credibile né l'uno né l'altro».

## Colonna sonora
La colonna sonora del compositore francese Philippe Sarde, eseguita dalla London Symphony Orchestra, è stata pubblicata nel 1991 dalla Colossal Records.

### Tracce
1. Main Title: Eve of Destruction - 6:26
2. The Creation of Eve VIII - 2:05
3. Motel Shoot-Out - 4:13
4. Motel Aftermath - 2:24
5. Search for Eve VIII - 2:04
6. Car Chase - 2:08
7. McQuade Stalks Eve VIII - 2:33
8. Eve Simmons Into House - 2:21
9. The Past - 1:48
10. New York Shoot-Out - 10:25
11. Subway Chase - 4:00
12. Return of Eve VIII - 2:58
13. End Titles: Eve VIII's Theme - 3:48